# Christian Ortner (Journalist)
Christian Ortner (* 19. Mai 1958 in Wien) ist ein österreichischer Journalist und Autor.

## Leben
Christian Ortner ist seit 2002 Autor und Kolumnist bei der Tageszeitung Die Presse. Als Kolumnist war er bis zu ihrer Einstellung im Juni 2023 auch bei der Wiener Zeitung tätig. Vorher war er Wirtschaftsredakteur beim Nachrichtenmagazin profil, Chefredakteur der Wochenpresse, Herausgeber und Chefredakteur der WirtschaftsWoche Österreich und Herausgeber sowie Chefredakteur der Zeitschrift Format. Ferner betreibt er den Blog „Ortner Online – das Zentralorgan des Neoliberalismus“ und veröffentlichte regelmäßig bei Achse des Guten, Die Freie Welt und eigentümlich frei. Auch in den Onlinemedien exxpress und Mena-Watch ist Ortner als Kolumnist aktiv. Laut Eigendefinition im Online-Auftritt des Magazins Der Pragmaticus, in dem er ebenfalls publiziert, ist Ortner „ein neoliberaler Bösewicht“.

## Auszeichnungen
- 1992: Dr.-Karl-Renner-Publizistikpreis
- 2010: „Rosa Handtaschl“ (Negativpreis)[7]
- 2024: Medienpreis für kritischen Journalismus der Libertatem-Stiftung[8]

## Publikationen
- mit Franz Fischler: Europa: Der Staat, den keiner will. Ecowin Verlag, Salzburg 2006, ISBN 3-902404-27-2.
- Prolokratie – Demokratisch in die Pleite. Edition a Verlag, Wien 2012, ISBN 978-3-99001-047-1.
- Hört auf zu heulen. Warum wir wieder härter werden müssen, um unseren Wohlstand zu schützen. Edition a Verlag, Wien 2013, ISBN 978-3-99001-063-1.